# برونا لومباردي
برونا لومباردي (بالإنجليزية: Bruna Lombardi)‏ (1 أغسطس 1952، ساو باولو في البرازيل)؛ كاتِبة، ممثلة، عارضة، شاعرة وروائية برازيلية.

## روابط خارجية
- برونا لومباردي على موقع IMDb (الإنجليزية)
- برونا لومباردي على موقع قاعدة بيانات الفيلم (الإنجليزية)